# Salers
Salers [salɛʁ] ist ein Dorf und eine Gemeinde im Département Cantal in der Region Auvergne-Rhône-Alpes in Frankreich. Der Ort ist eine komplett erhaltene Kleinstadt der Renaissancezeit, mit privaten und öffentlichen Gebäuden, Stadtmauer, Wehrtürmen und Kirche. Er wurde in die Vereinigung der schönsten Dörfer Frankreichs aufgenommen. Trotz seiner mit 312 Einwohnern (Stand 1. Januar 2022) geringen Einwohnerzahl ist der Ort ein historisches, kulturelles und landwirtschaftliches Zentrum in der dünn besiedelten Gebirgsregion der Monts du Cantal.

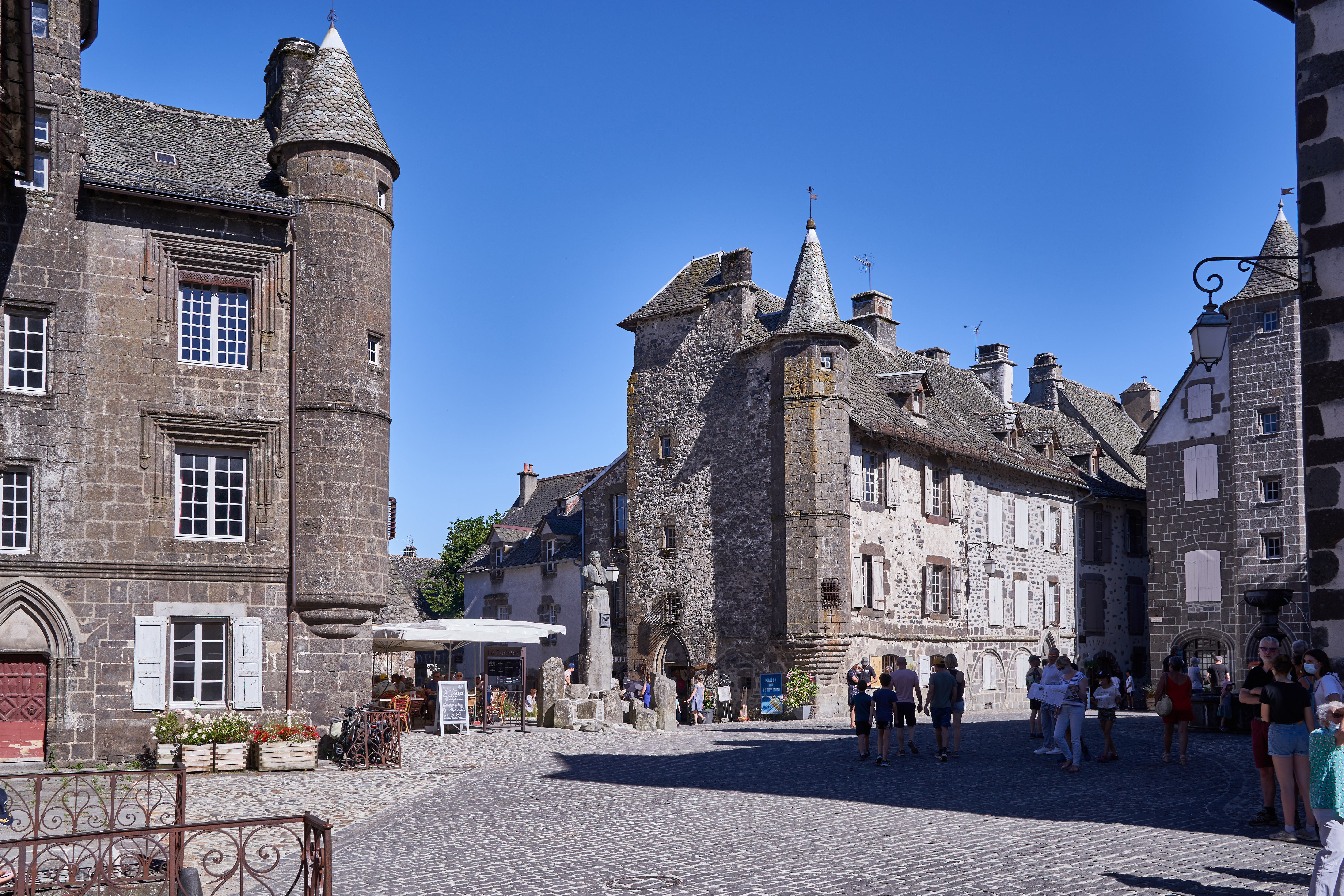
Place Tyssandier-d’Escous

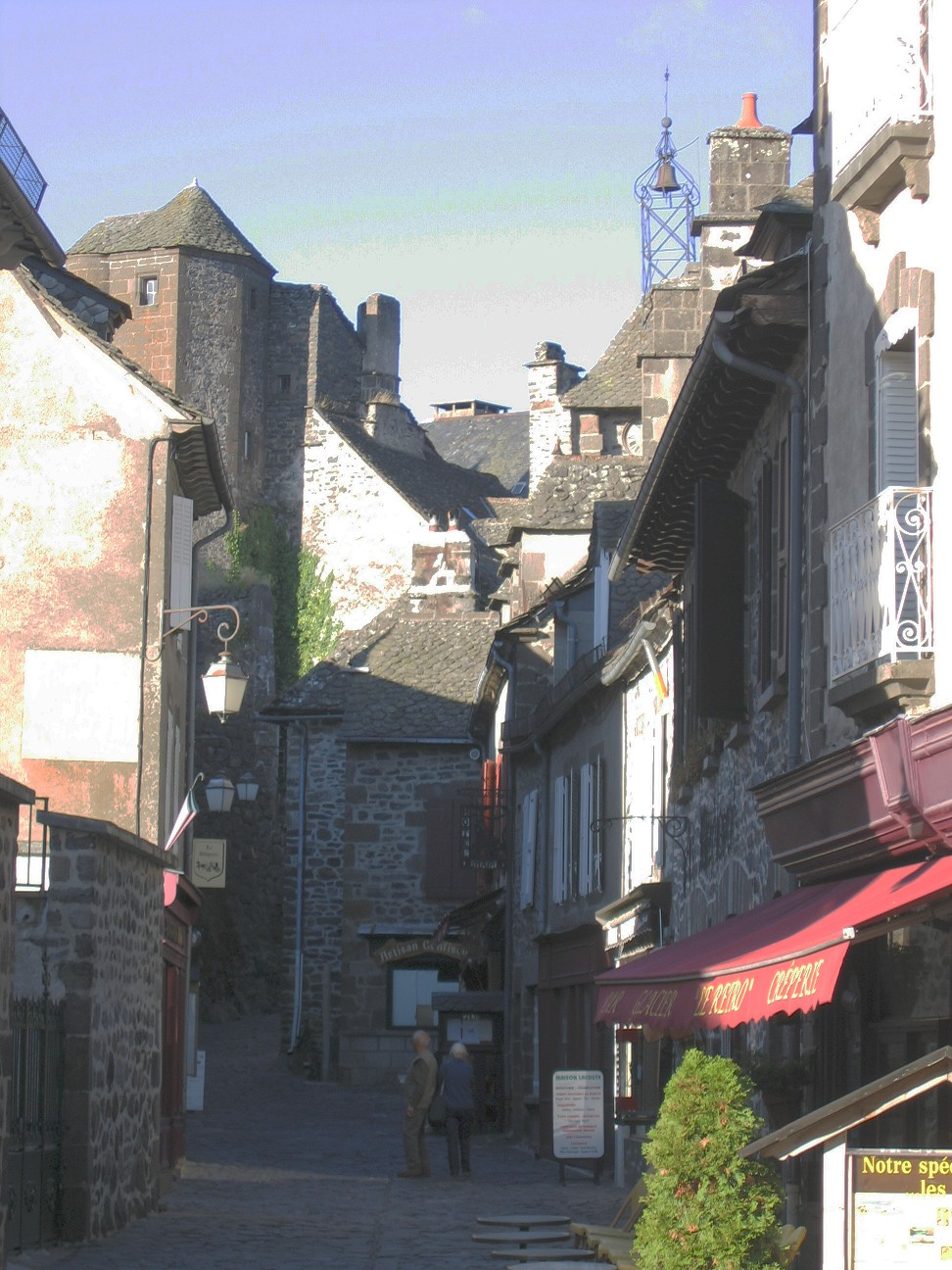
Gassenszenerie

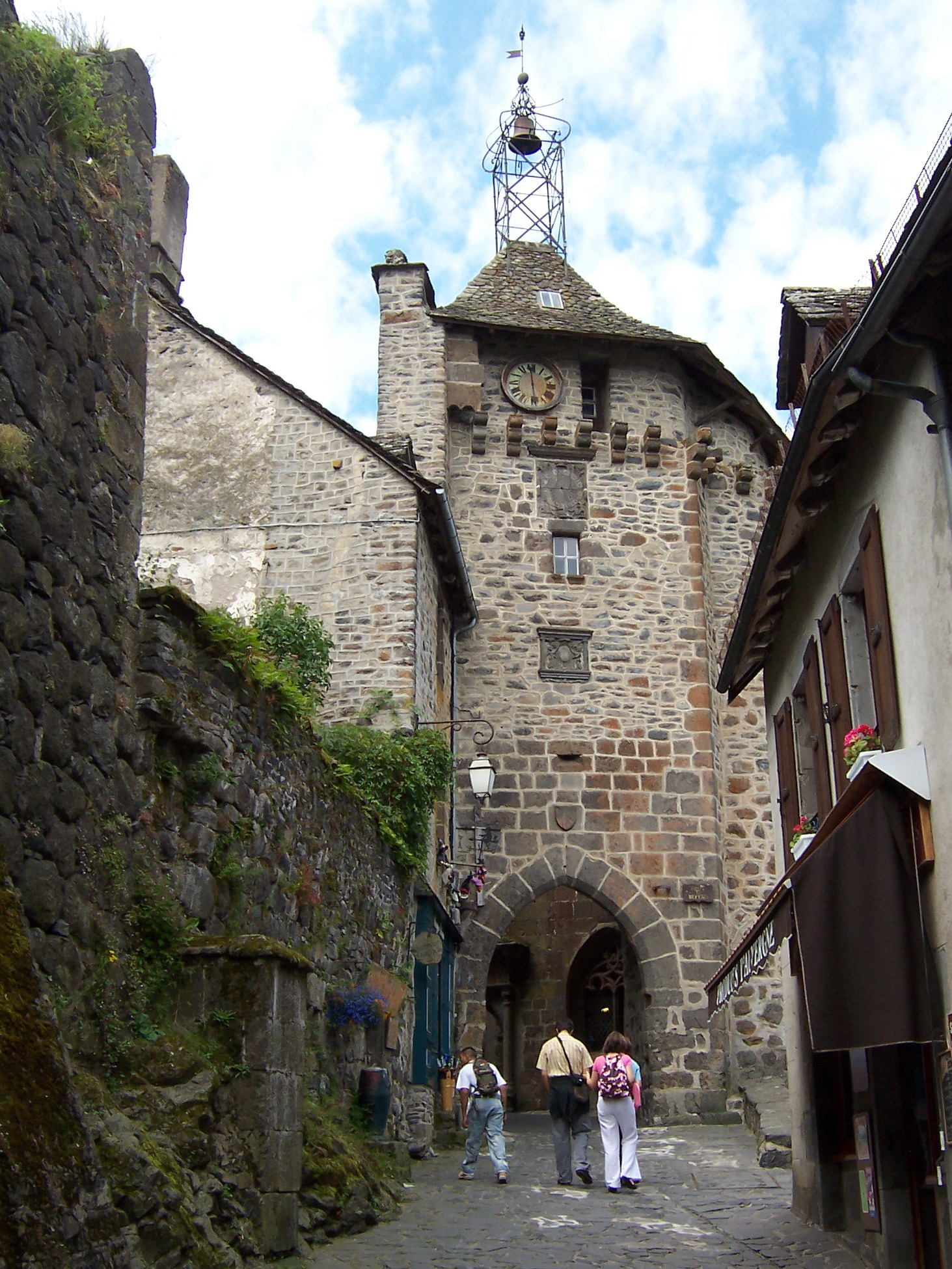
Stadttor Porte du Beffroi

## Geografie
Salers liegt am Rande eines Hochplateaus in 950 Meter Höhe, auf einem westlichen Ausläufer der Monts du Cantal, in einer rauen Weidelandschaft in der Xaintrie.
Richtung Süden bis Osten bietet sich ein Ausblick auf das Tal des Flüsschens Maronne. Ganz im Norden entspringt das Flüsschen Sionne unter dem Namen Ruisseau du Fayet. Zehn Kilometer Luftlinie entfernt in östlicher Richtung sieht man die Gipfelkette des 1592 Meter hohen Puy Violent (deutsch: „gewaltiger Berg“). Salers ist die letzte größere Ansiedlung westlich des höchsten Passes des Cantal, des 1588 Meter hoch gelegenen Pas de Peyrol. Diesen erreicht man in 30 km Entfernung über die Straße D680.
Aurillac im Süden erreicht man über 40 km Landstraße. Das Städtchen Mauriac im Nordwesten ist 19 Straßenkilometer entfernt.

## Geschichte
Im frühen Mittelalter war Salers die Burg der Barons de Salers. Auf dem gegenüber der Burg gelegenen Hügel siedelten sich Bürger und Bauern an. Trotz des Widerstands der Barone von Salers ermächtigte 1428 Charles de Bourbon, Herzog der Auvergne, die Bürger von Salers zum Bau einer Stadtbefestigung.
Die bis heute erhaltenen Häuser, die Stadtmauern, die beiden Stadttürme und die Kirche entstanden in den folgenden beiden Jahrhunderten.
1665 wurde nach einer Blutfehde der Baron François de Salers vom Hohen Gericht der Auvergne in Clermont-Ferrand zum Tode verurteilt. Die Burg wurde geschleift; der Ort und das umgebende Land ging in den Besitz der Fürstenfamilie de Scorailles über. Diese Feudalherrschaft wurde schließlich in der Französischen Revolution abgeschafft.
Im 19. und frühen 20. Jahrhundert war Salers ein regionaler Markt für landwirtschaftliche Produkte, insbesondere für den Käse der Region.
| Jahr                       | 1962 | 1968 | 1975 | 1982 | 1990 | 1999 | 2006 | 2019 |
| -------------------------- | ---- | ---- | ---- | ---- | ---- | ---- | ---- | ---- |
| Einwohner                  | 533  | 521  | 480  | 451  | 439  | 401  | 368  | 325  |
| Quellen: Cassini und INSEE |      |      |      |      |      |      |      |      |

## Kultur und Sehenswürdigkeiten

### Bürgerhäuser und öffentliche Gebäude

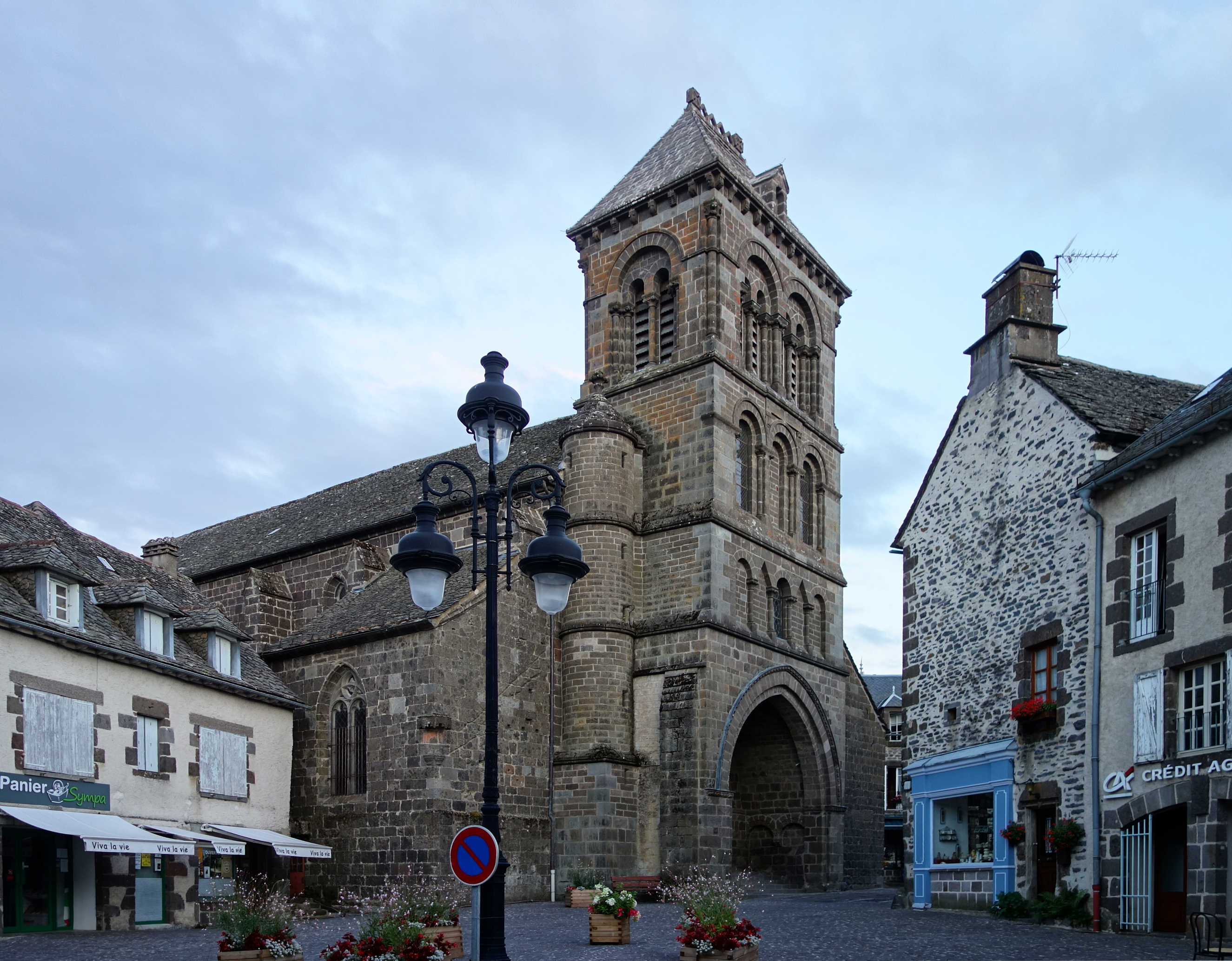
Kirche Saint-Mathieu

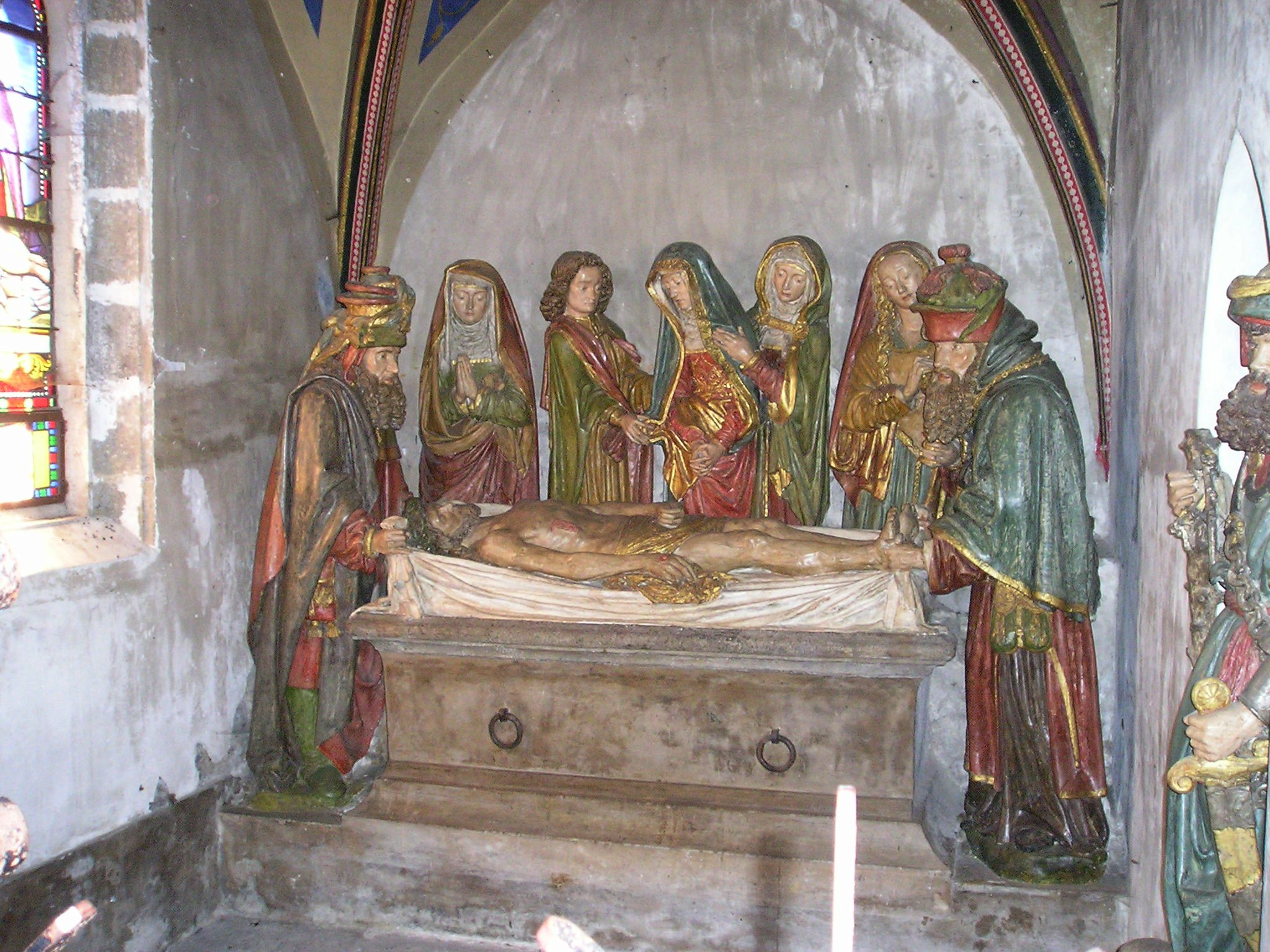
Grablegung Christi in Saint-Mathieu

Die Gebäude sind überwiegend aus dem schwarzen Vulkangestein der Region gemauert. Bemerkenswert sind unter anderem:
- Grande Place mit seiner malerischen Szenerie alter Häuser.
- Ancien Baillage (ehemalige Vogtei) mit seinen runden Erkern und großen Innenräumen.
- Maison Escure, erbaut 1657 (Monument historique)
- Maison Bertrandy, erbaut um 1700 (Monument historique)
- Maison de Bargues mit Balkon aus dem 15. Jahrhundert, der mit anmutigen Bildhauerarbeiten verziert ist.
- Das sogenannte Maison des Templiers (Templerhaus) aus dem 15. Jahrhundert wurde in Wirklichkeit vom Johanniterorden betrieben und enthält heute die stadtgeschichtliche Sammlung von Salers.[2]

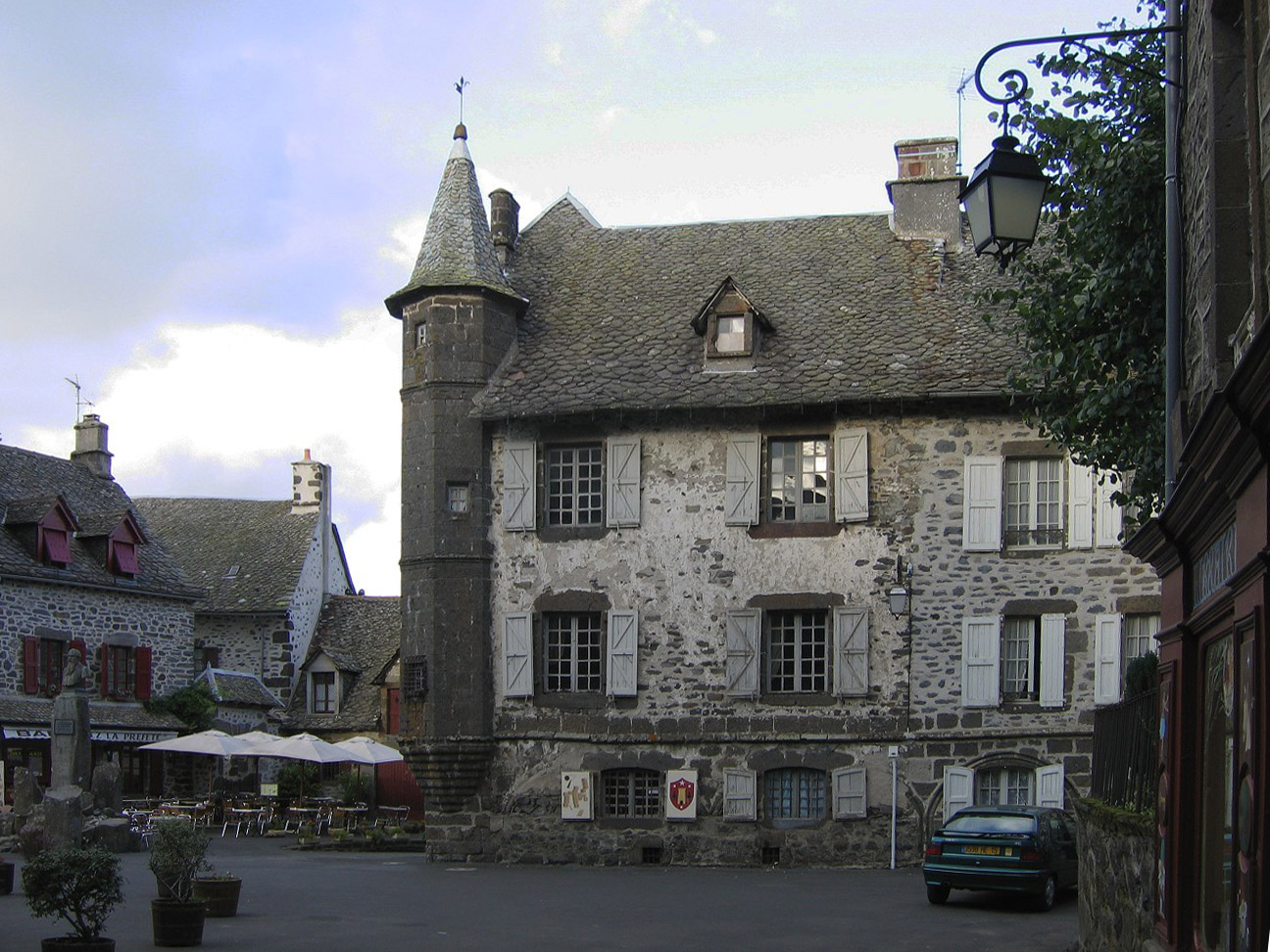
Großer Platz mit alter Vogtei
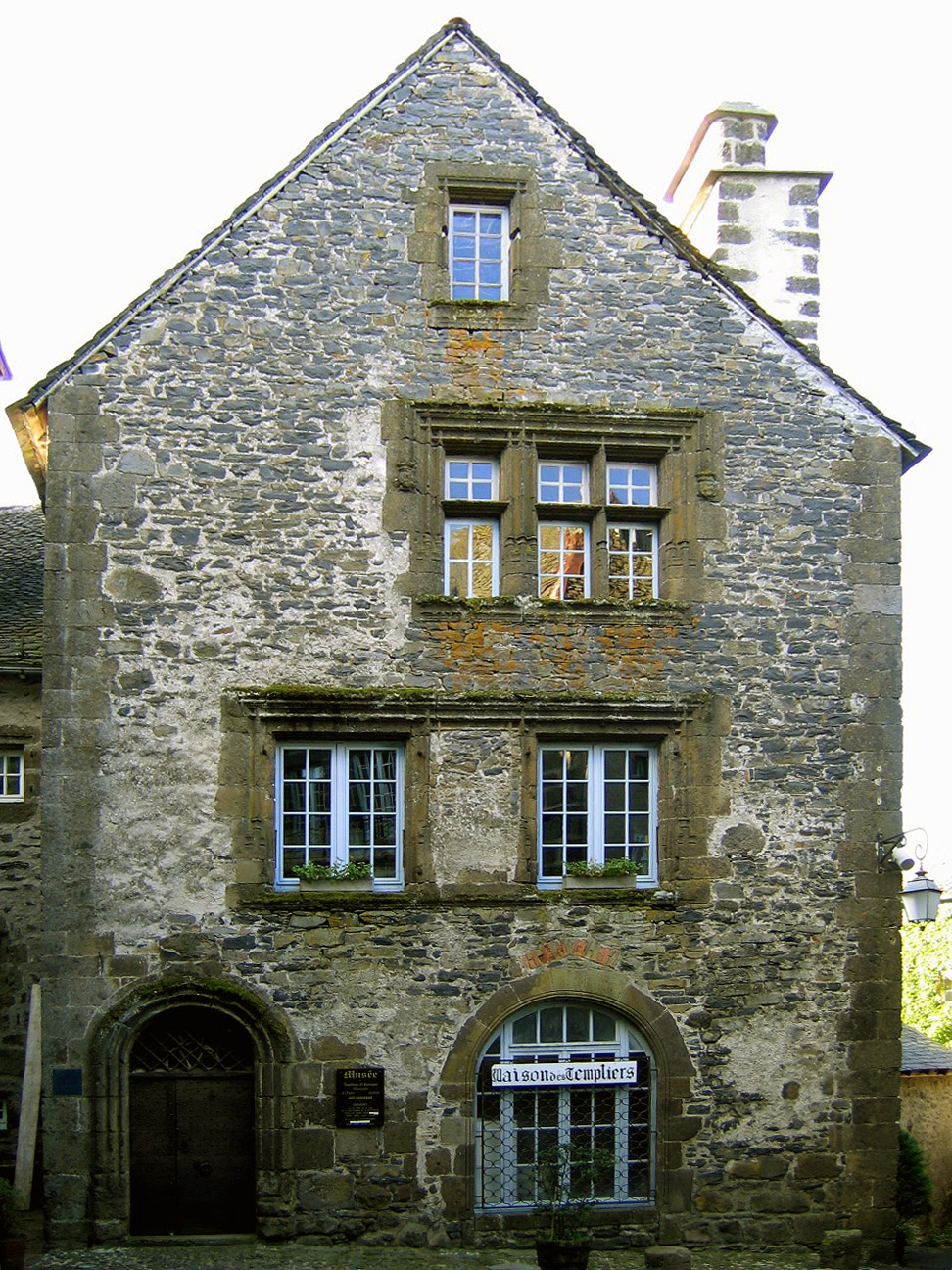
Templerhaus

### Stadttürme
Porte du Beffroi und Porte de la Martille.

### Kirche Saint-Mathieu
Die Kirche aus dem späten 15. Jahrhundert hat vom romanischen Vorgängerbau eine Vorhalle übernommen. Das einschiffige Haupthaus geht in sechs Seitenkapellen über. Der Glockenturm wurde im 19. Jahrhundert nach Blitzschlag neu errichtet. Im Inneren der Kirche befinden sich Wandteppiche aus dem 17. Jahrhundert, Tafelbilder von Jusepe de Ribera und eine polychrom gefasste steinerne Grablegung von 1495; am Westportal sieht man Reste romanischer Skulptierung.

### Kapelle Notre-Dame-de-Lorette
Die Kapelle liegt am östlichen Ortsausgang Richtung Gebirge.

## Tourismus

### Tourismus als Wirtschaftsfaktor
Salers zählt pro Jahr rund 400.000 Besucher. Der Tourismus ist heutzutage der bestimmende Wirtschaftsfaktor, der den Ort am Leben erhält. Darauf deuten schon äußerlich die überall im Ort verstreuten Restaurants und die Läden mit Andenken und kulinarischen Spezialitäten der Region hin.
Außerhalb der Saison zeigen verriegelte Fenster- und Türläden an, dass viele der alten Häuser nun als Wochenend- und Ferienwohnung für Städter dienen.

### Freizeitaktivitäten
Neben dem Kultur- und kulinarischen Tourismus sind, je nach Jahreszeit, Bergwanderungen und Ski-Langlauf die hauptsächlichen Möglichkeiten touristischer Freizeitgestaltung. Für konditionsstarke Radfahrer mag es reizvoll sein, den Spuren der Tour de France zu folgen, die sich des Öfteren, der Straße D680 folgend, über den Pas de Peyrol bewegt.

### Kulinarisches
In den Restaurants und Lebensmittelläden am Ort kann man die typischen Spezialitäten der Region genießen bzw. kaufen:
- Die vielfältigen Käsesorten, beispielsweise den nach der Region benannten Cantal-Käse, den Salers-Käse, Saint-Nectaire, Bleu d’Auvergne oder auch einen Reblochon.
- Den Schinken und die vielfältigen Wurstsorten aus der Auvergne.
- Deftige Hauptgerichte, beispielsweise die warm servierte örtliche Wurst oder in Form von kleinen Säckchen gekochte Kutteln (Tripoux).
- Als Beilage dazu wird beispielsweise ein Aligot gereicht – ein Kartoffelbrei mit Knoblauch und frischem Tome-Käse, welcher das Vorstadium des Cantal-Käse darstellt.
- Truffade, mit Tome-Käse überbackene Kartoffeln
- Vorspeisen wie die warm servierte, aus Schweinskopf, Brot und Pflaumen bestehende Pastete.

## Gemeindepartnerschaften
Mit Bourg im französischen Département Gironde sowie mit Hollókő im Norden Ungarns pflegt die Gemeinde Partnerschaften.

## Persönlichkeiten
Der große Platz im Zentrum des Ortes heißt auch Place Tyssandier-d’Escous. Ein Denkmal auf diesem Platz erinnert an Ernest Tyssandier d’Escous (1813–1889), der aus der heimischen Rinderrasse das Salers-Rind züchtete.
- Robert Chancel (1924–2018), Autorennfahrer